# Układarka

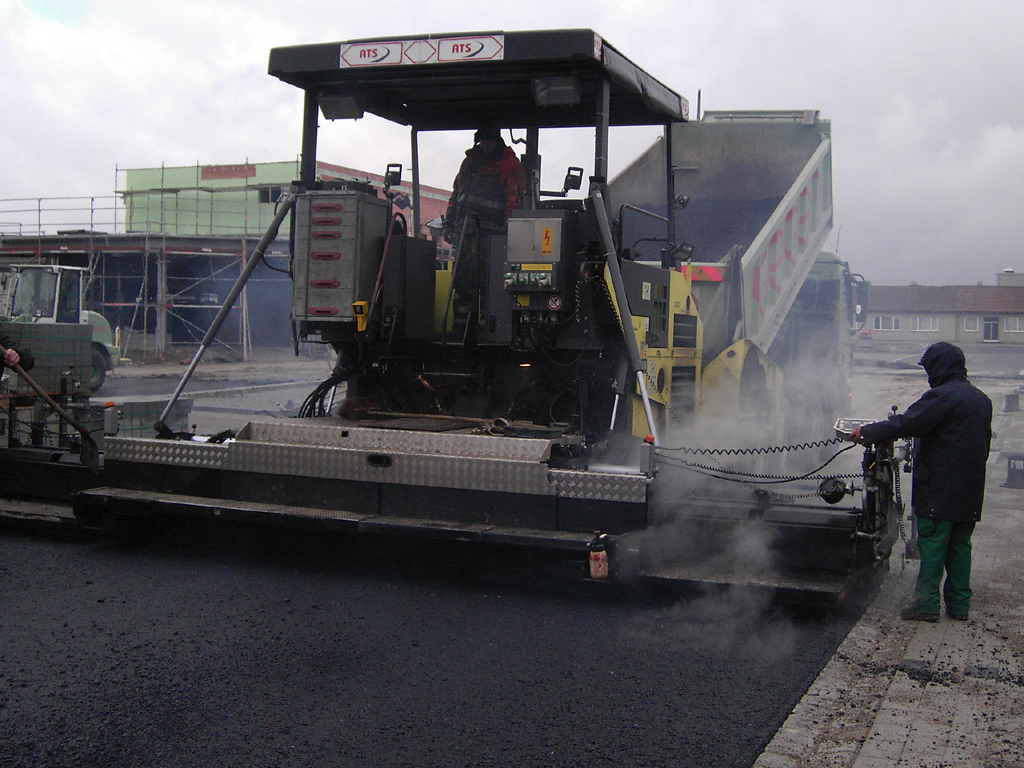
Rozściełacz do asfaltu w czasie pracy

Układarka – maszyna budowlana służąca do układania różnych materiałów lub elementów np. mas bitumicznych lub rur. Może być pojazdem (maszyną) samojezdnym lub ciągnionym.
Rodzaje:
- rozściełacz do mas asfaltowych lub kruszyw
- układarka poboczy
- układarka rur
- układarka kostki brukowej
- układarka betonu